# Chironius scurrula
Chironius scurrula – gatunek węża z rodziny połozowatych (Colubridae). Występuje w północnej połowie Ameryki Południowej, prowadzi dzienny, częściowo nadrzewny tryb życia.

## Systematyka
Takson ten po raz pierwszy zgodnie z zasadami nazewnictwa binominalnego opisał w 1824 roku niemiecki herpetolog i ornitolog Johann Georg Wagler w książce Serpentum Brasiliensium species novaeou, Histoire naturelle des espèces nouvelles de serpens: recueillies et observées pendant le voyage dans l'intérieur du Brésil dans les années 1817, 1818, 1819..., nadając mu nazwę Natrix scurrula. Holotyp (młodociana samica o oznaczeniu MNHNP 7233) odłowiony nad rzeką Japura w Brazylii zaginął lub został zniszczony podczas II wojny światowej. Lektotyp (ZSM 2628/0) został wyznaczony przez Hoogmoeda i Grubera w 1983 roku.

### Etymologia
- Chironius: w mitologii greckiej Chiron (gr. Χείρων Cheírōn, łac. Chiron) był najmądrzejszym i najbardziej cywilizowanym z centaurów[6].
- scurrula: łac. scurrula – „arlekin”[3].

## Występowanie
Gatunek ten występuje zwykle w tropikalnych wilgotnych lasach górskich, tropikalnych wilgotnych lasach nizinnych, zarówno pierwotnych jak i wtórnych, także na polanach i na obrzeżach lasów. Prowadzą dzienny, mieszany tryb życia naziemny i nadrzewny, ale także są spotykane w rzekach oraz w zbiornikach wodnych. W nocy śpią zwinięte na roślinności podszytu. Żerują głównie na krzewach i drzewach do wysokości 6 m nad ziemią, jego dieta składa się głównie z żab, a rzadko z jaszczurek. Występuje od północnych krańców Ameryki Południowej – Wenezueli, Gujany, Gujany Francuskiej, Surinamu poprzez Brazylię, Kolumbię, Peru, Ekwador do Boliwii. W Ekwadorze na wysokości 105–1437 m n.p.m.

## Morfologia
Jest to dużej wielkości wąż o małej głowie, której szerokość jest podobna do szerokości szyi, dużych oczach i dość jednolitym ubarwieniu. Dorosłe osobniki mają barwę od ciemnoczerwonej do jasnopomarańczowoczerwonej. Niektóre duże osobniki mają prawie jednolicie czarny grzbiet i rdzawy brzuch. Młode osobniki mają jednolite zielone ubarwienie, które z czasem zmienia się w zielone z rdzawo-pomarańczowymi plamami u dorastających osobników. Młode osobniki są podobne do Chironius exoletus, Erythrolamprus typhlus, Bothrops bilineatus i Chlorosoma viridissimum. Istnieje teoria, że podobieństwo do dwóch ostatnich, które są jadowite, jest spowodowane mimikrą.
Wymiary:
|                          | Samiec | Samica |
| Długość całkowita (mm)   | 2243   | 2014   |
| Długość SVL (mm)         | 1511   | 1391   |
| Łuski grzbietowe (rzędy) | 10     | 10     |

## Status
W Czerwonej księdze gatunków zagrożonych IUCN wąż ten klasyfikowany jest jako gatunek najmniejszej troski (LC, Least Concern).